# SLばんえつ物語

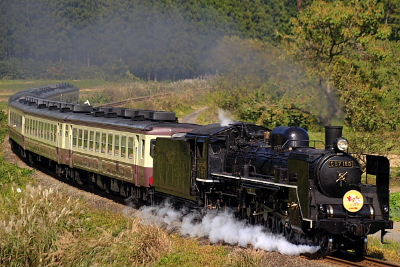
12系客車初期塗装のSLばんえつ物語号
（徳沢 - 上野尻間）

SLばんえつ物語（SLばんえつものがたり）は、東日本旅客鉄道（JR東日本）が新津駅 - 会津若松駅間を磐越西線経由で運行している臨時快速列車。

## 概要
高崎地区のSL列車に続く、JR東日本の定期的な蒸気機関車（SL）保存運転の第2弾。全国でも指折りの良好な保存状況が保たれており、SLが単独で牽引する列車としては全国最長の7両編成（機関車含め8両編成）を組成する。
運行開始当初の列車名は「SLばんえつ物語号」だったが、2008年（平成20年）の運行からヘッドマークの表記に準じた「SLばんえつ物語」に変更された。なお、この列車用に改造された客車を「ばんえつ物語」と呼ぶ場合がある。地域観光列車としての側面が大きく、磐越西線周辺市町村によりSL定期列車運転協議会が設けられている。
公式キャラクターとしてオコジョのオコジロウとオコミがあり「オコジロウ&オコミ」としてゆるキャラに登録されている。新津駅や津川駅のホームには像も設置されている。

## 運行概況
4月から11月までの土休日を中心に、1日1往復運行される。
往復とも運行時間は片道3時間を超える。途中停車駅のうち、津川駅と山都駅にはSLの点検や給水のために比較的長く停車する。

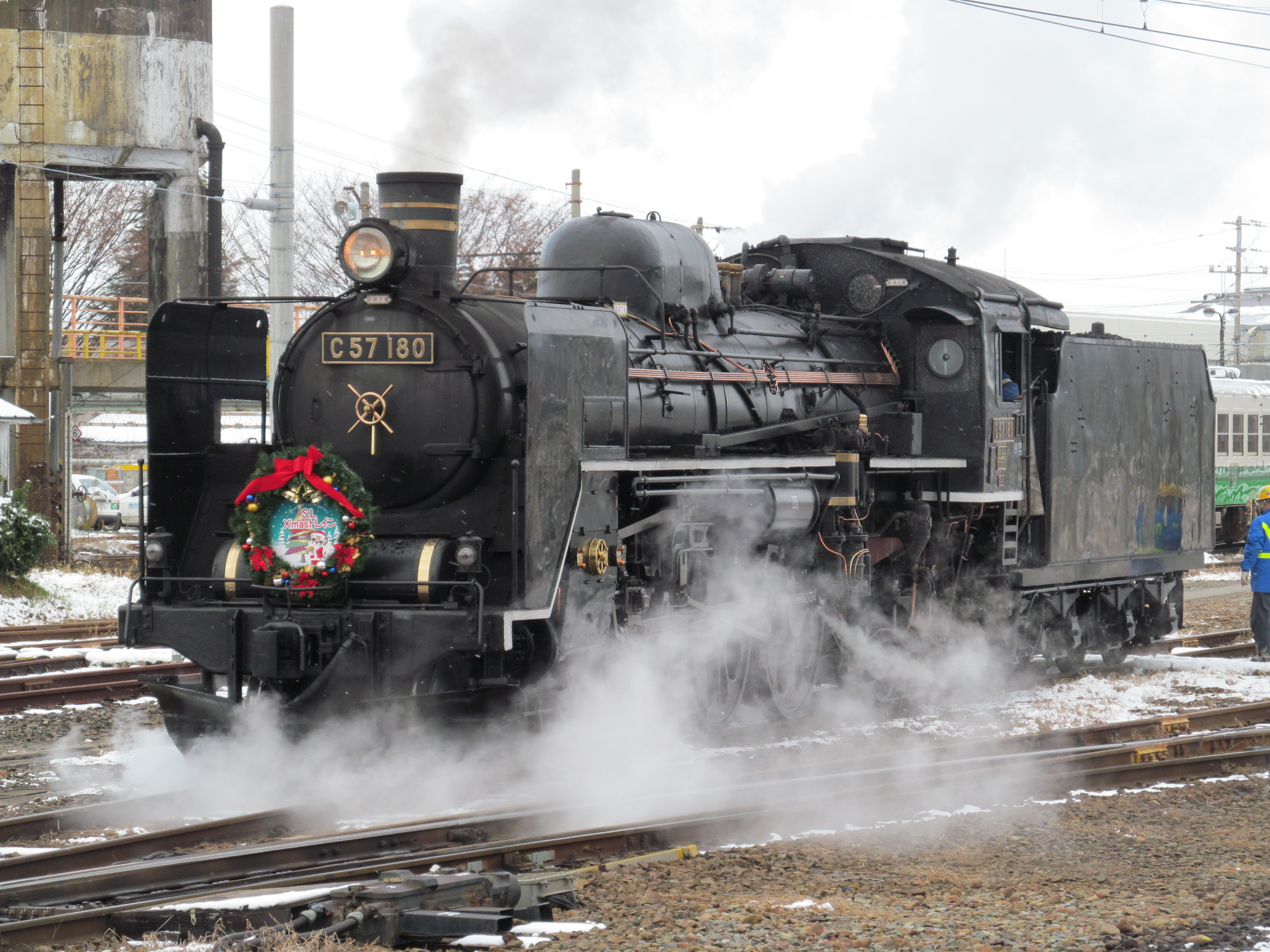
「SL X'masトレイン」のヘッドマークを取り付けたC57

なお12月第1週の土曜・日曜に運行される列車（その年最後の列車）は、列車名を「SLクリスマストレイン」（2011年までは「SL X'masトレイン」）として運行する。

### 停車駅
新津駅 - 五泉駅 - 咲花駅 - 三川駅 - 津川駅 - 日出谷駅 - 野沢駅 - 山都駅 - 喜多方駅 - （塩川駅） - 会津若松駅
- 2002年（平成14年）から2017年（平成29年）までは、新潟 - 会津若松間の運行で、新潟 - 新津間の途中駅は無停車であった。新潟駅へは電気機関車の牽引で、編成のまま後進で入線していた。
- 塩川駅は上り会津若松行き列車のみ停車する。
- 会津若松駅は磐越西線ホームが頭端式で機回しが不可能なため、到着後バックしてから只見線側に転線し、踏切をまたいでの機回しとなる[2]。

### 担当運輸区
機関士・車掌ともに新津運輸区が担当する。車掌は専用の制服を着用して乗務しており、車内で同運輸区についての解説が行われることがある。

## 使用車両・編成

### 機関車
C57 180が、専用の12系座席車4両・展望車2両・展望グリーン車1両の計7両を牽引する編成で運行される。同機は、新潟県新津市（現・新潟市秋葉区）の新津市立新津第一小学校で丁寧に保存されていたC57 180を、大宮工場（現・大宮総合車両センター）で動態復元した上で運行に充てている。保存初期は屋根がなく雨ざらしであったが後に屋根が設置され、30年間にわたり、春と秋の年2回、点検や油差し、磨きなどが行き届いていたため、保存状態が非常によかった。
通常はSL単独による牽引であるが、SL郡山会津路号による延長運転時（郡山 - 会津若松間）には急勾配のため、DE10形が補助機関車として連結される。

### 客車

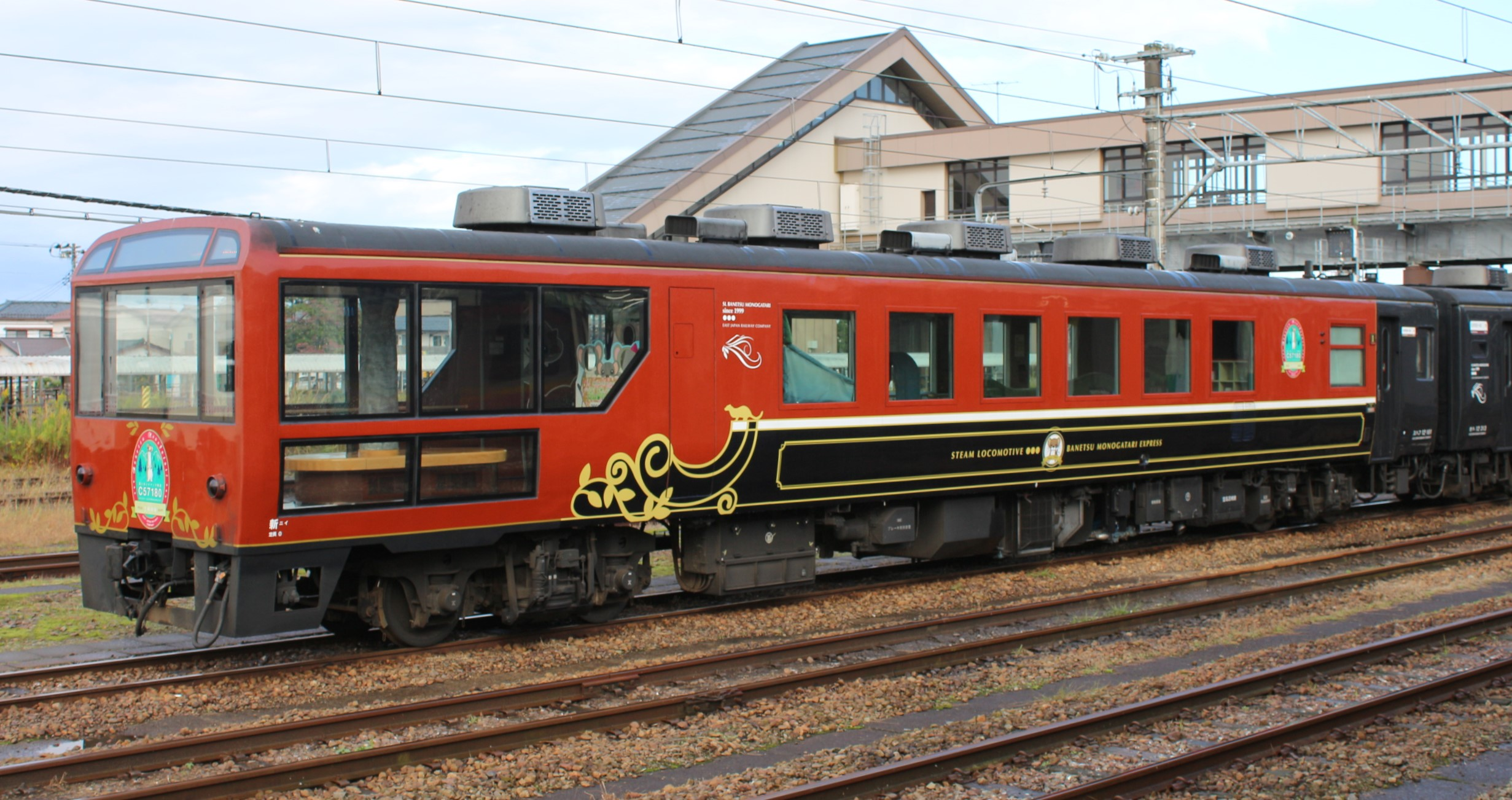
スハフ12 101
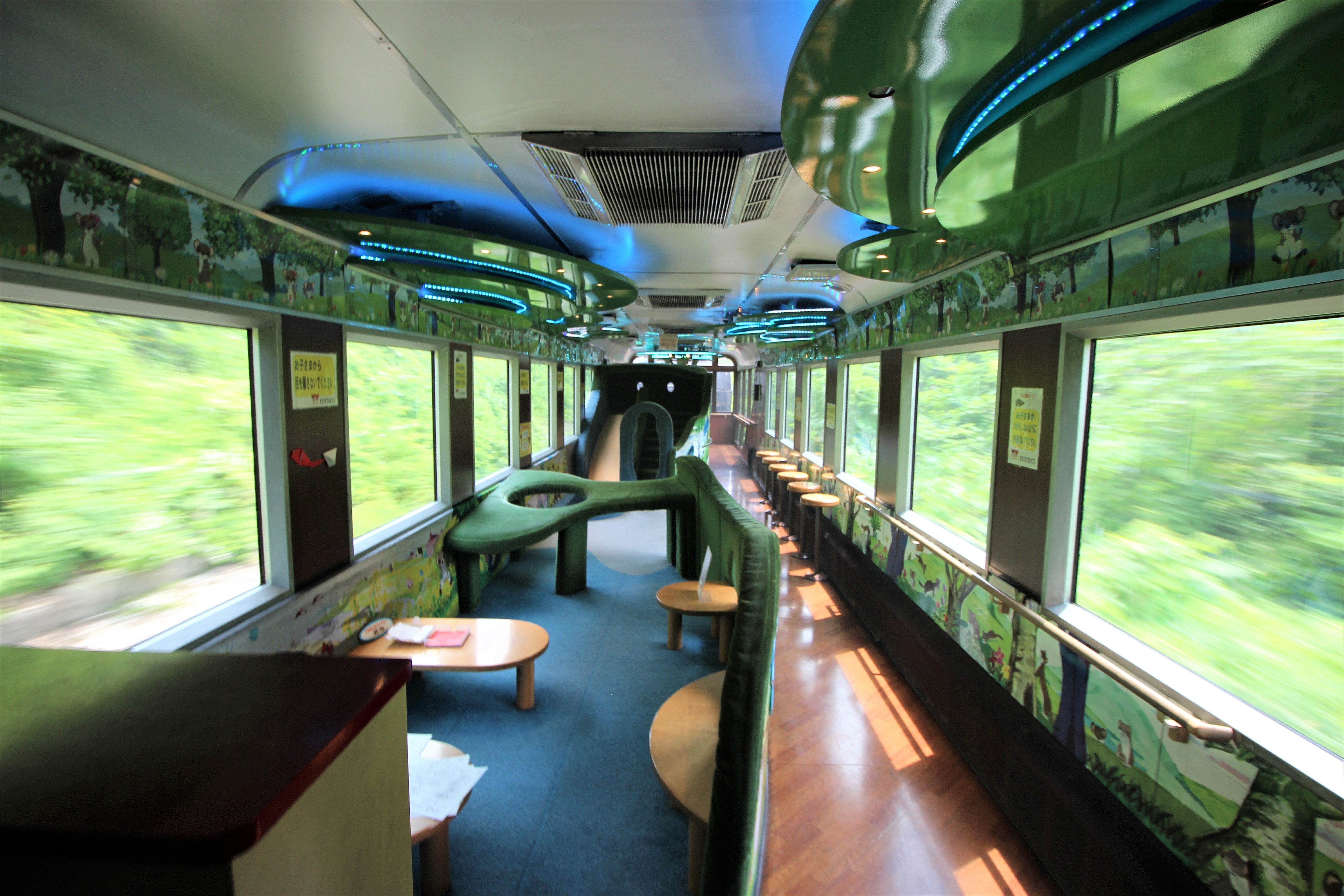
オコジョルーム
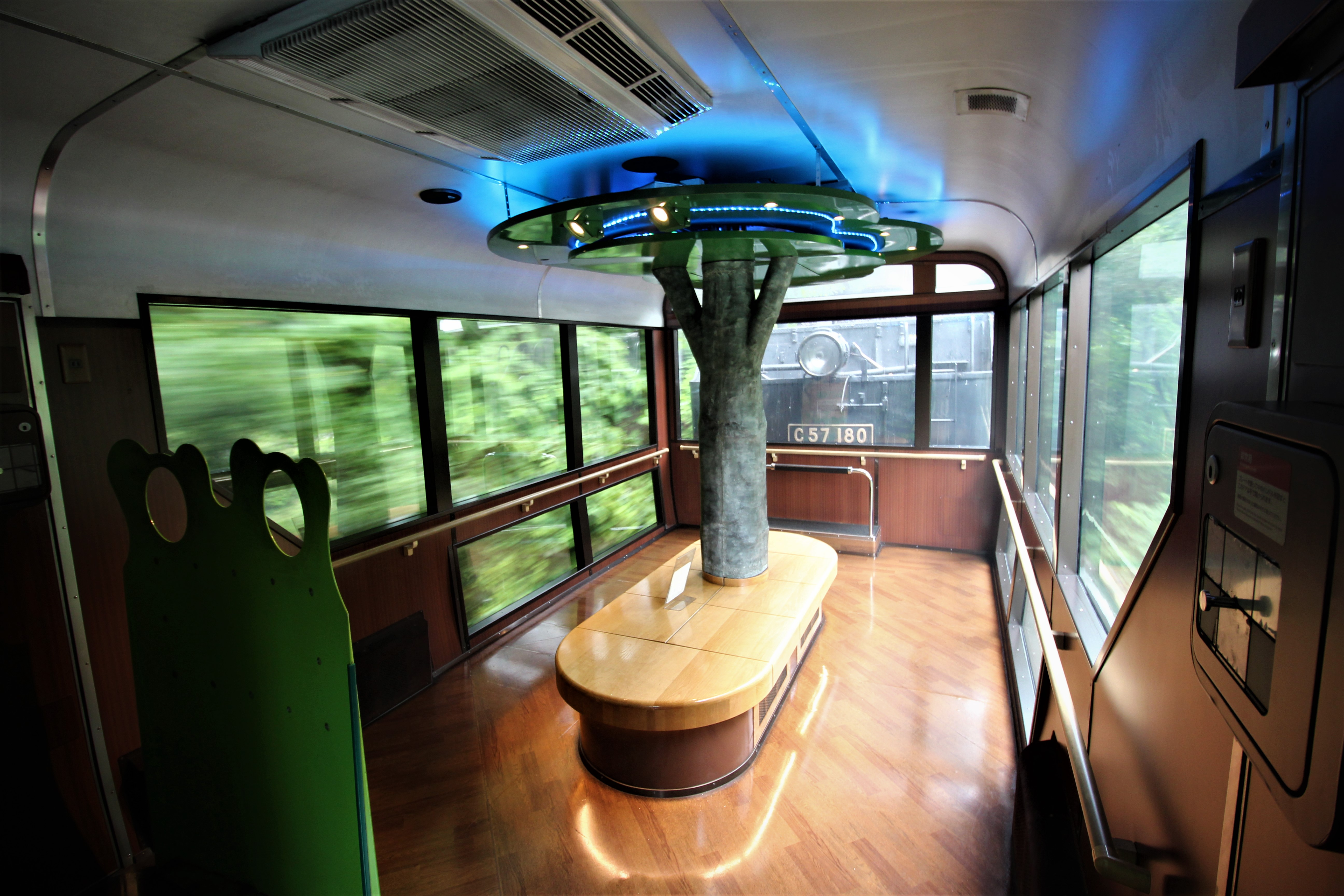
展望室

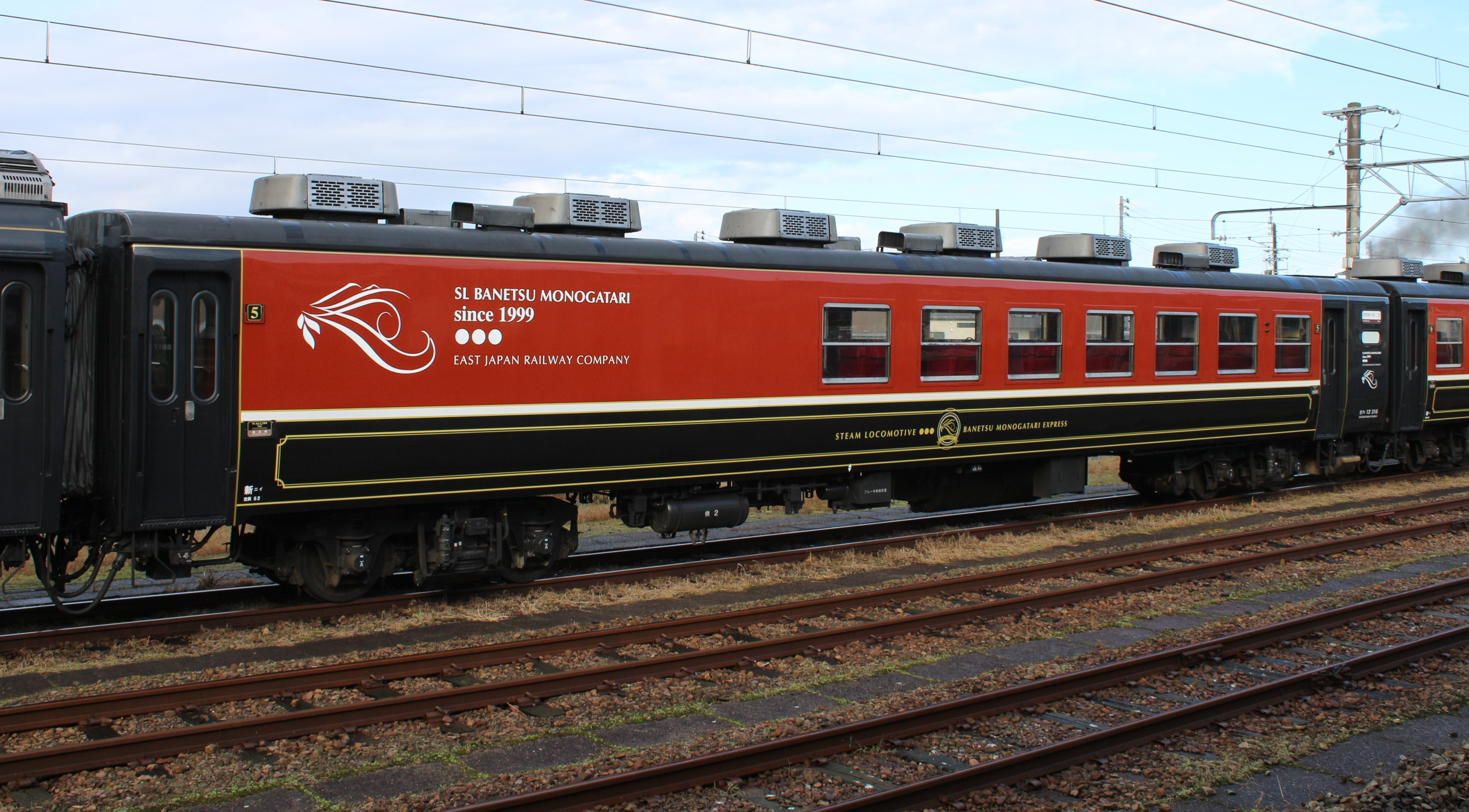
オハ12 316
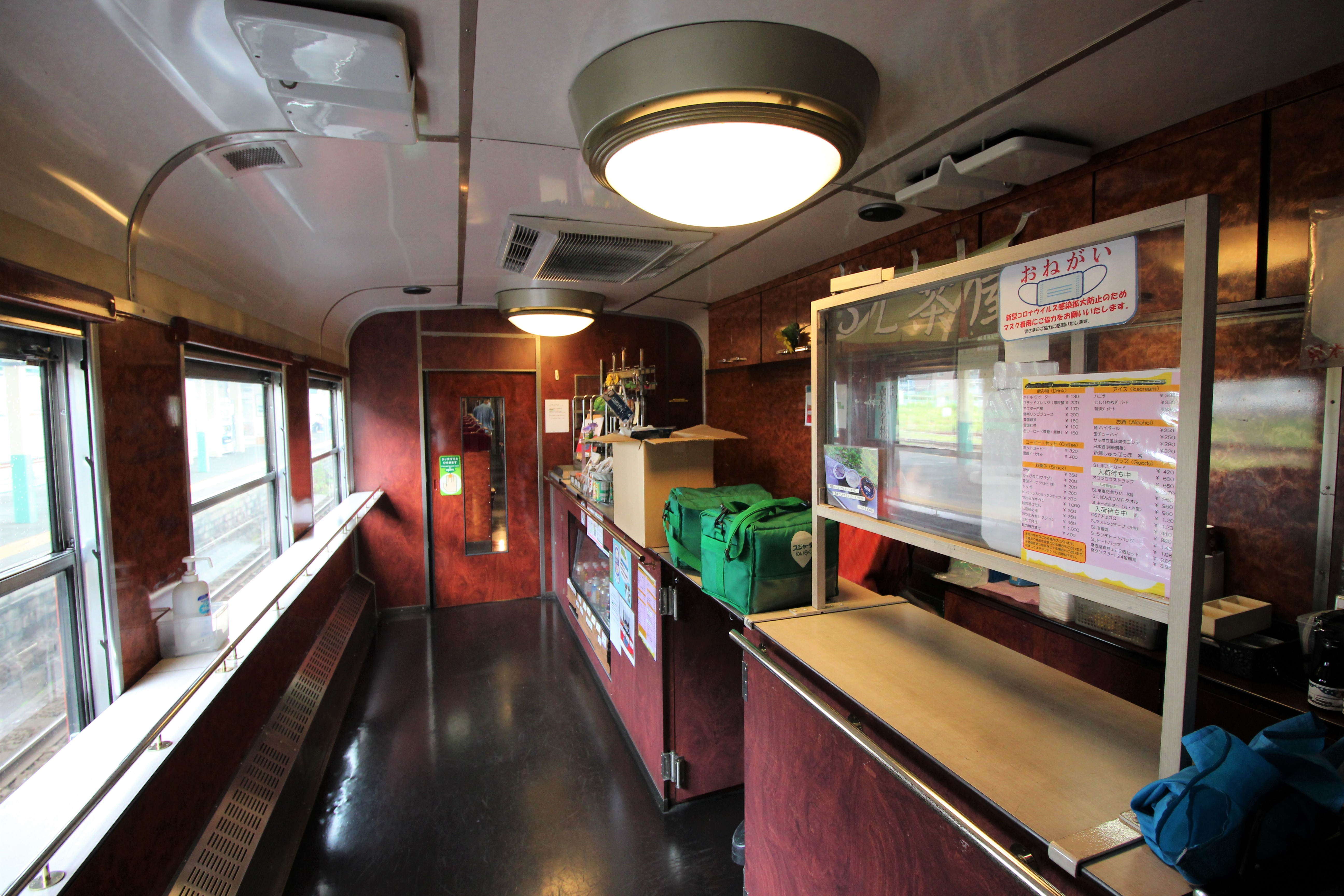
車内販売スペース

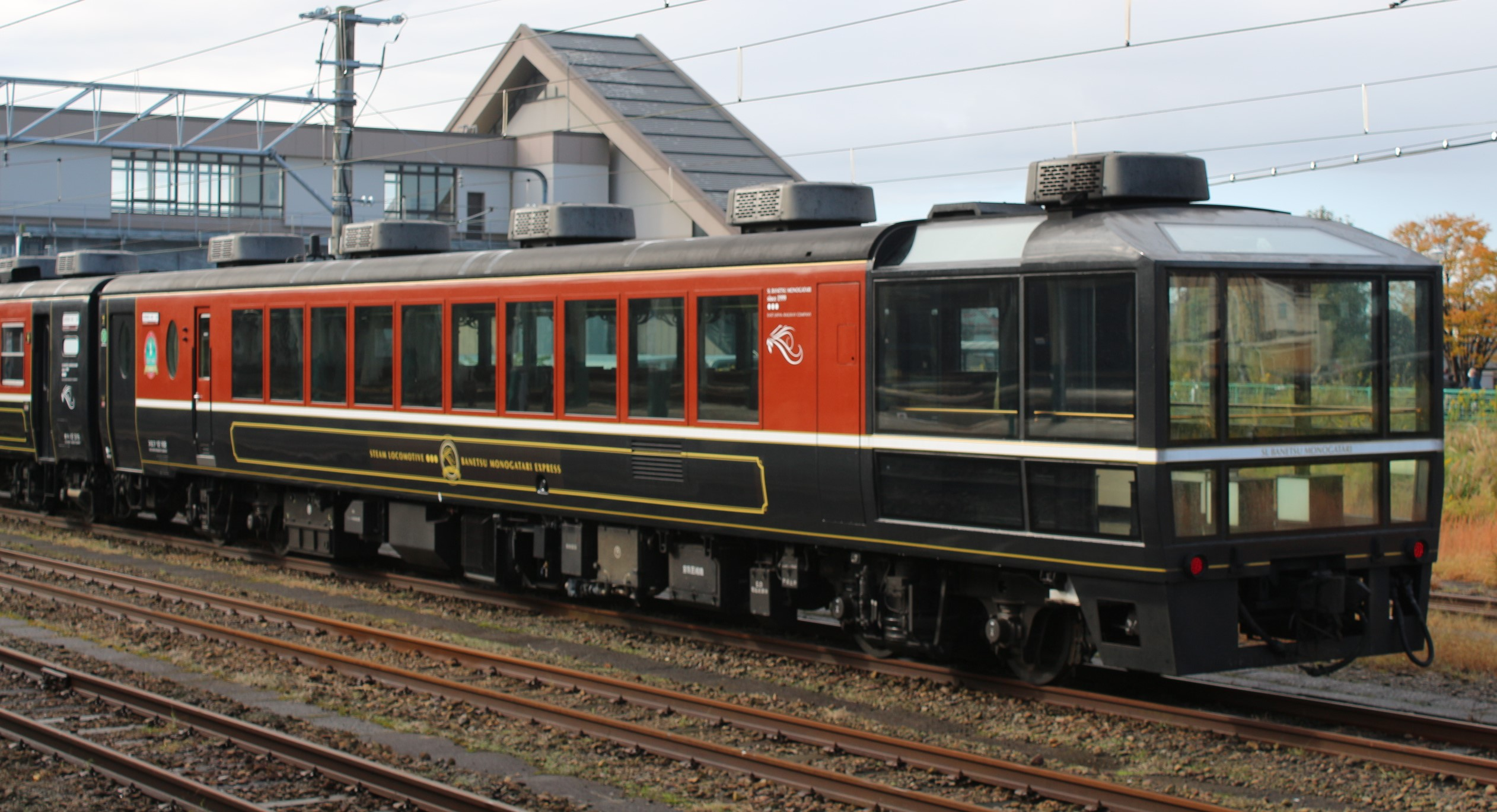
スロフ12 102
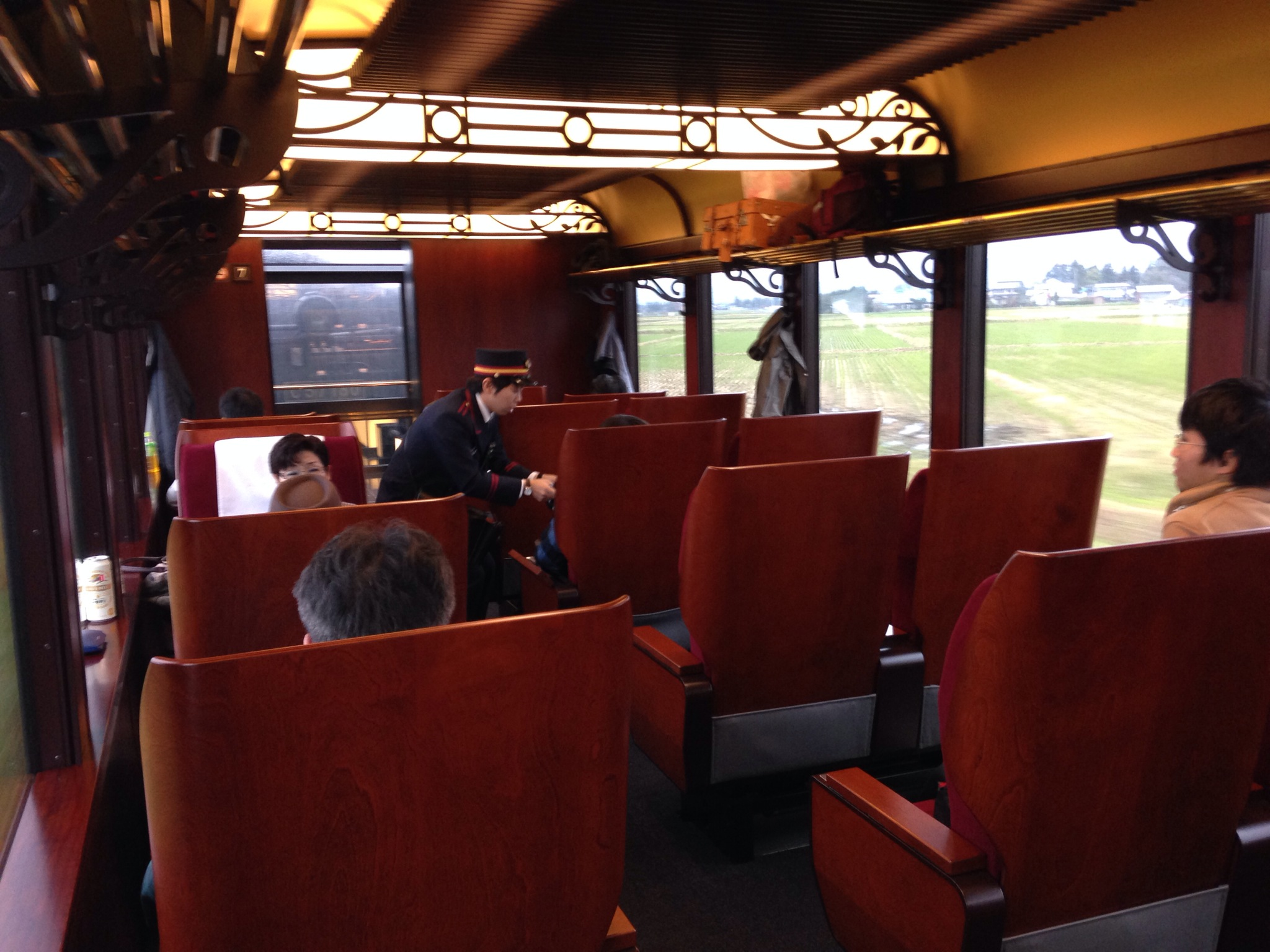
グリーン車内

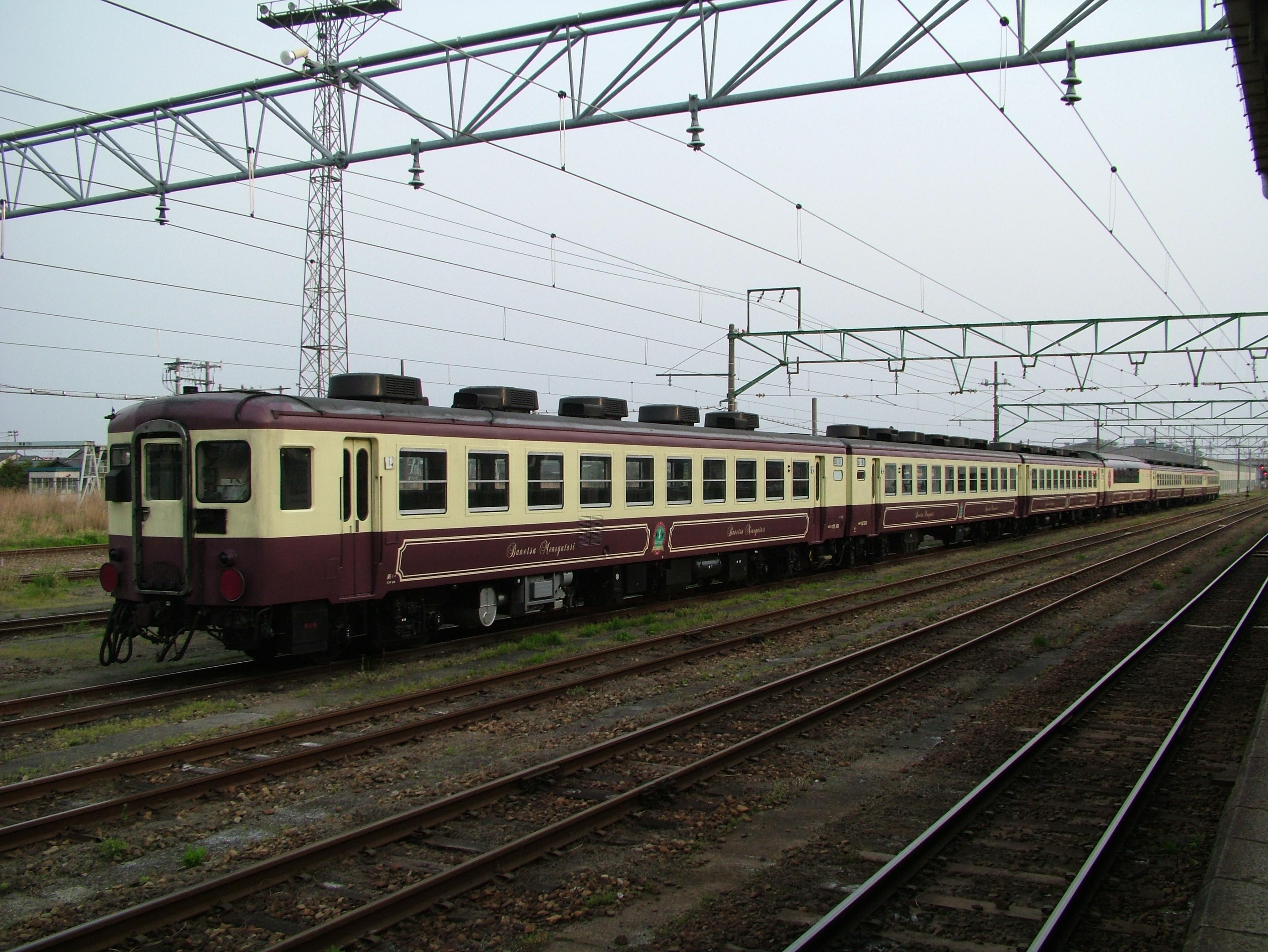
リニューアル前の12系客車（2005年4月）
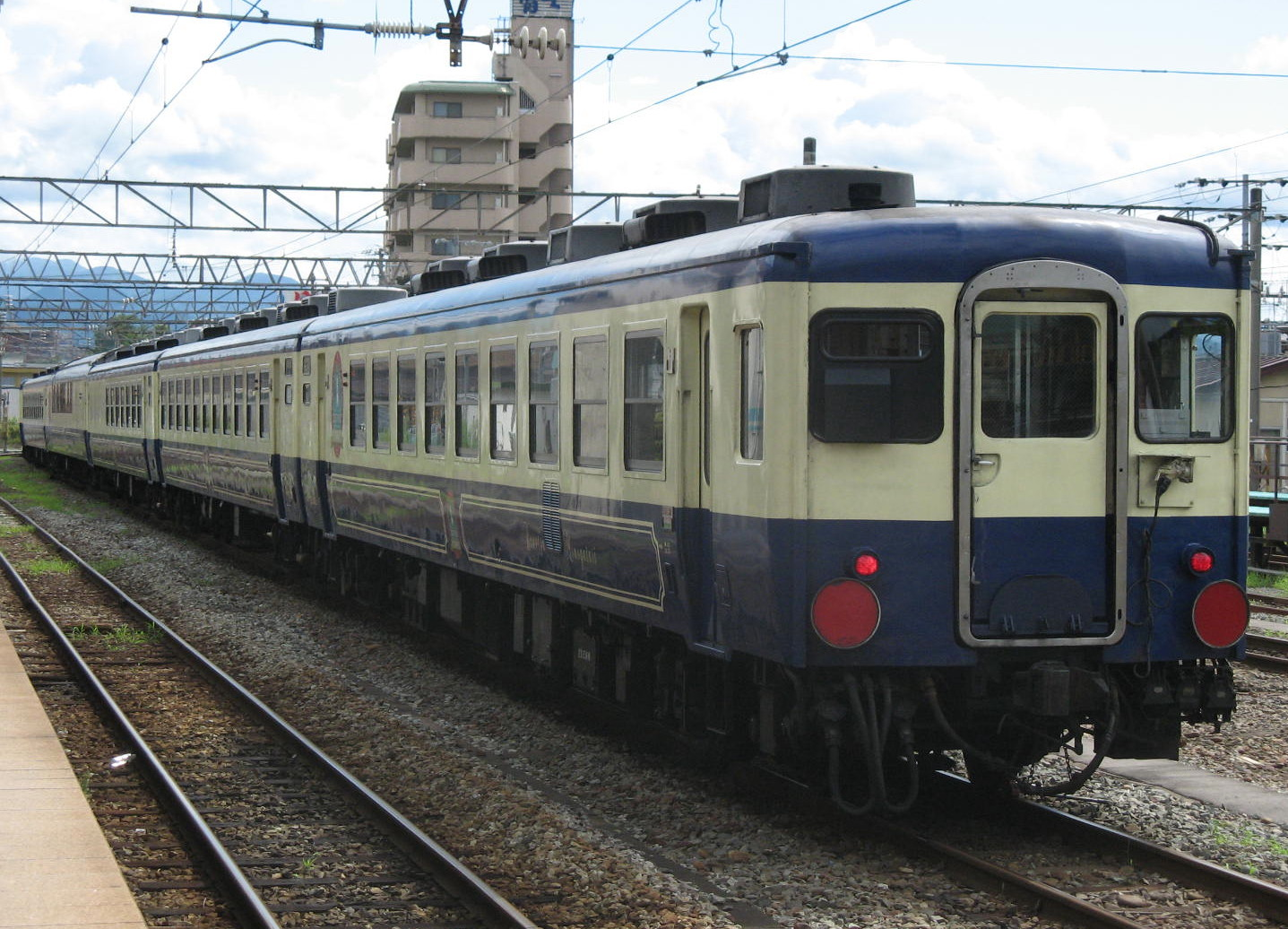
初回リニューアル後の12系（2007年8月）
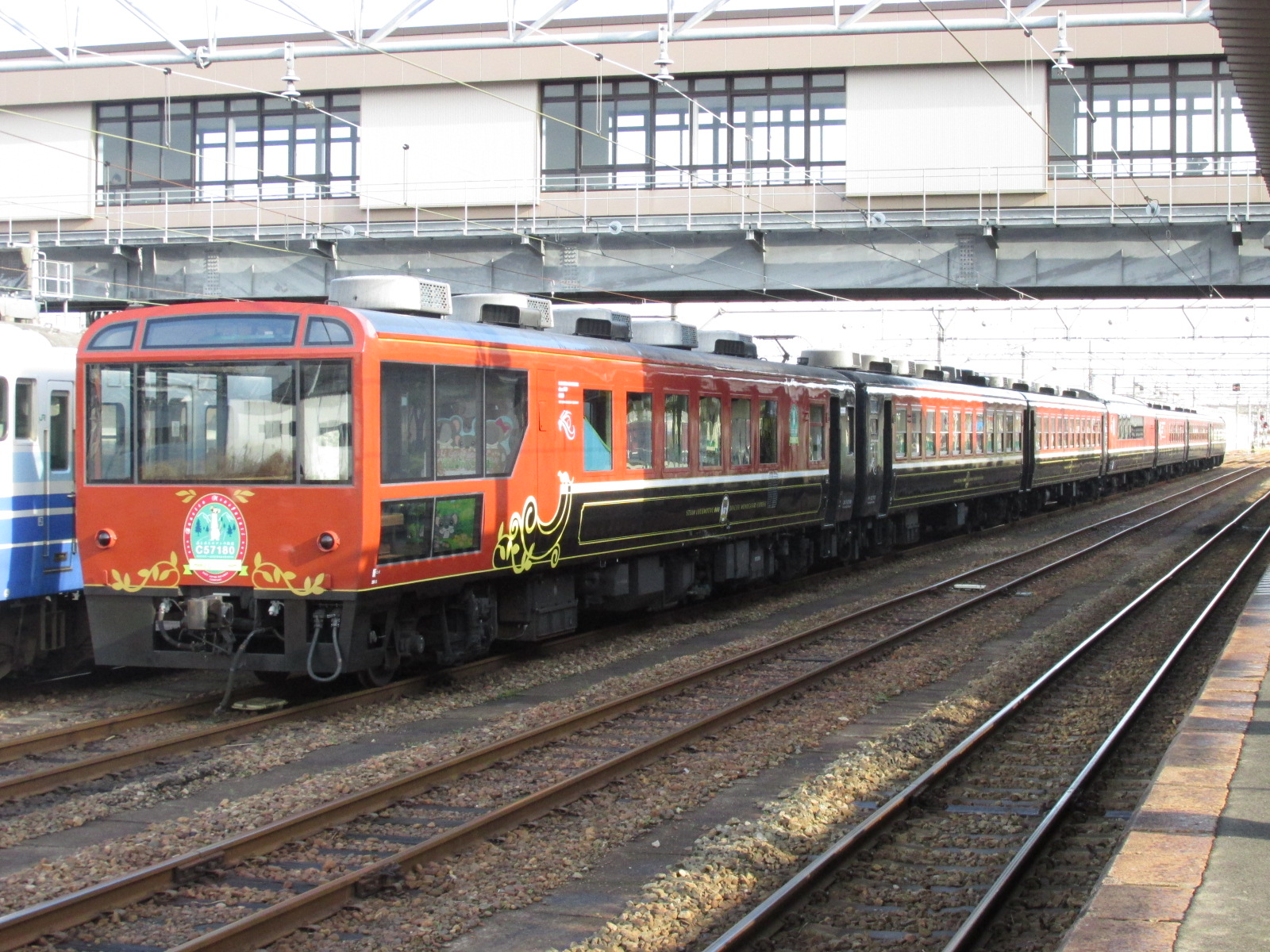
2回目のリニューアル後の12系（2014年4月）

使用客車は酒田リニューアルセンターにおいて外板塗装を地色がチョコレート色、窓まわりがクリーム色に塗装変更、車内では内装材と床材の木目調アレンジが施された他に便所の洋式化と洗面所のリニューアル等が施された12系客車6両が使用され、2000年（平成12年）12月にスハフ12 160を改造した展望車オハ12 1701を増結した。
また、2002年の夏ごろにスハフ12-101・102の車掌室附近の通路に家庭用冷房装置が設置され、この改造に伴って緩急室窓の大きさが縮小された。
2007年（平成19年）の営業運転開始時（4月28日）には本列車用12系客車のリニューアル改造工事が実施され、外板塗装は地色がチョコレート色、窓まわりがクリーム色から、地色がオリエント急行を思わせる紺色に変更、車内は座席の背ずりを高くした他、洋式トイレの便座や内装等の取り換えも併せて実施された。また、展望車（4号車）に配置されていた車内販売（車販）コーナーを5号車に移したため、定員が504名から468名に変更された。このほか、新設された50インチディスプレイではC57 180の歴史等を映出する。さらに多目的室、SL宣伝コーナーも新設。車販コーナーでは新たに生ビール等を取り扱う。各車両の通路ドアを改造し、自動ドアを導入した。このリニューアル改造工事は4月上旬に完了し、同月13日に新津駅ホームで報道関係者に公開され、同14・15日にはDD53 2牽引によって羽越本線新津 - 酒田間をお披露目運転として走行している。
2012年（平成24年）の運行から、5号車の普通座席が子供向けのフリースペース「オコジョルーム」に変更され、定員は408名となった。
2013年（平成25年）の運行からは、全国の定期SL列車では初めての試みとなるグリーン車の連結が実施された。 同車の改造は新潟トランシスが行い、形式はスロフ12 102となった。なおこの改造の際、車体は新製とし、台車や床下の機器類は新製車体へ移設とされた。元の車体は、新潟トランシスにしばらく留置されていたが、新潟新幹線車両センターへ移送された後に解体処分された。グリーン車となった7号車の定員は30名、1編成の定員は366名に変更された。
この時点では、残りの1 - 6号車は塗装変更を行っていなかったが、2014年（平成26年）の運行からは7両全車両の塗装がグリーン車と同一の塗装となり、さらに厳かな雰囲気が演出された。その際、1号車・スハフ12 101も7号車同様に改造工事が行われ、2012年（平成24年）より実施していた「オコジョルーム」が本格化し、子供たちが楽しく遊べる遊具が完備された。 また、同時にグリーン車と同様にパノラマ展望室が追加されて「オコジョ展望車両」と名付けられ、この改造で1号車が完全にフリースペース車となり、5号車は普通座席に戻された。このため1編成の定員は366名から338名に変更された。
この一連の第三次改造は検査担当先の秋田総合車両センターにて改造工事が行われ、車体の新製は行わず既存の車体を再使用して改造した。改造後に同車は方向転換を行い、乗務員室側を2号車側の向きにして連結された。 この改造は土崎工場（秋田総合車両センター）で行われていて、まず2月3日にオハ12 315・316・1701が、3月5日にオハ12 313・314が出場して、同月19日にC57 180+ばんえつ物語客車6両での試運転（オコジョ展望車両欠車）が行われ、同27日にオコジョ展望車両化されたスハフ12 101が出場。30日に新潟わくわくステーションイベントの一環としてオコジョ展望車両が展示された。4月3日に再度、自治体関係者を招いた試運転を実施し、同月5日に営業を開始した。
2020年（令和2年）7月ごろには、スハフ12 101・スロフ12 102の床下に装備されている発電用エンジンがIHI原動機（旧･新潟原動機）製の新エンジンに換装されている。
- 客車は全車座席指定席制。編成内容は以下のとおり。会津若松方が1号車。

オコジョルーム&展望車（スハフ12 101）
会津若松方の緩急車。登場時の外見は塗装変更のほか、乗務員室部分の小窓化改造のみで、車内は後述の普通座席車と同じ改造が行われていたが、2014年（平成26年）の運行開始に際、オコジョルームと展望室を備えたフリースペース車に改造された。この際、側面の窓は後述のグリーン車と同様の開閉ができないタイプに交換されており、展望スペース部分もスロフ12 102とは異なり車両の方向転換をした上で展望室を設置したため、一昔前に多数存在していた客車ジョイフルトレインの様に元の乗務員室部分がそのまま残っている。

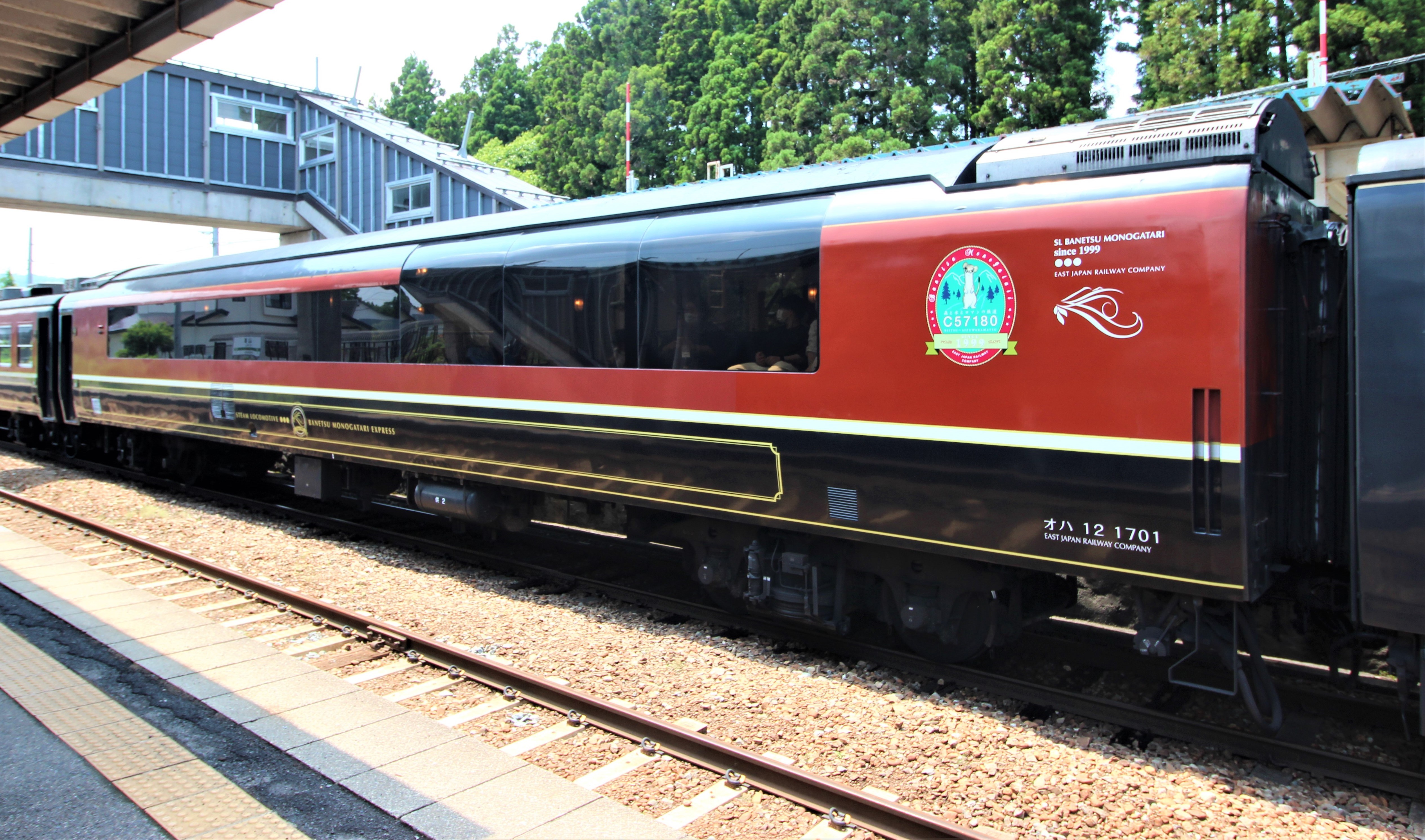
スハフ12 101
- オコジョルーム
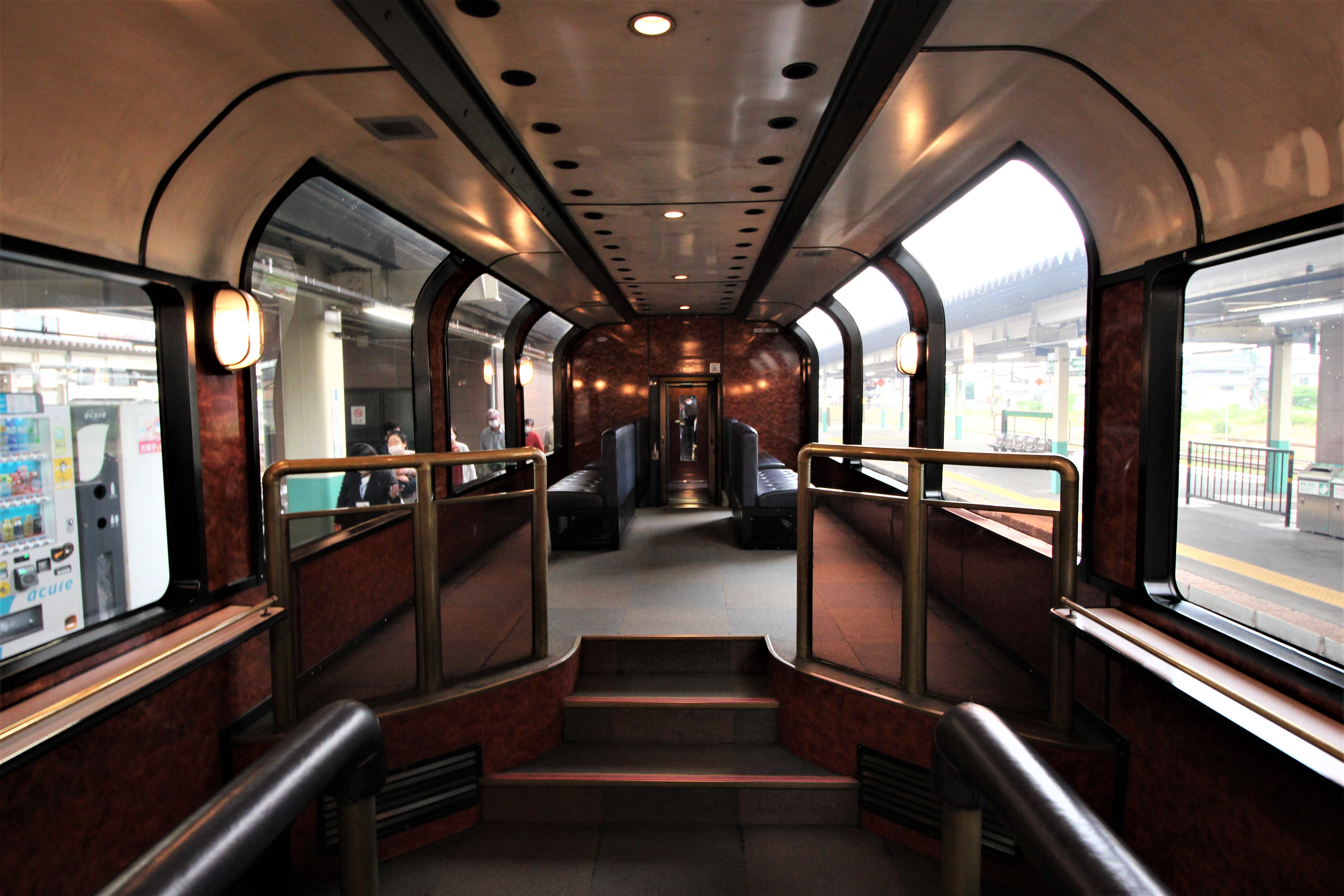
展望室
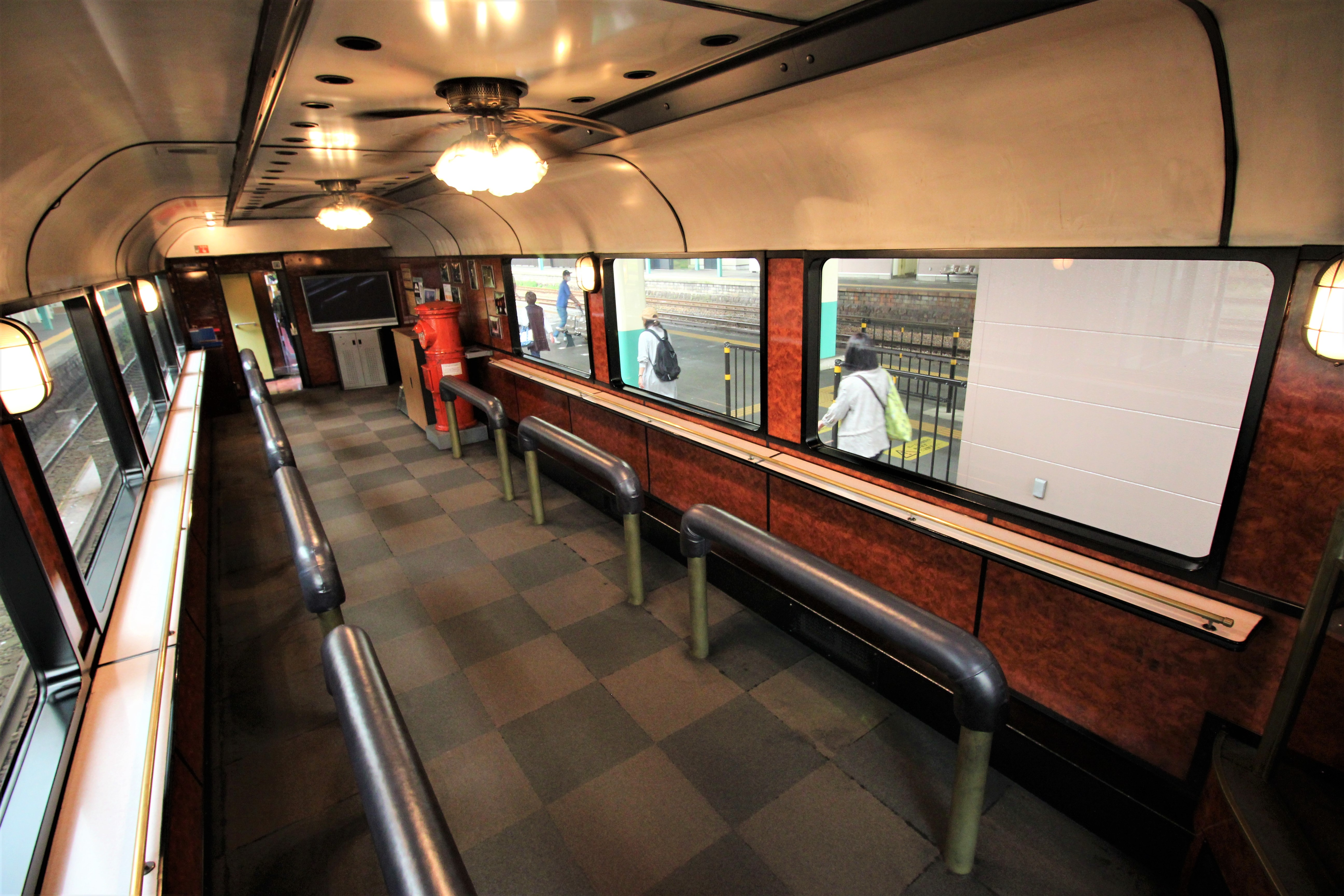
フリースペース
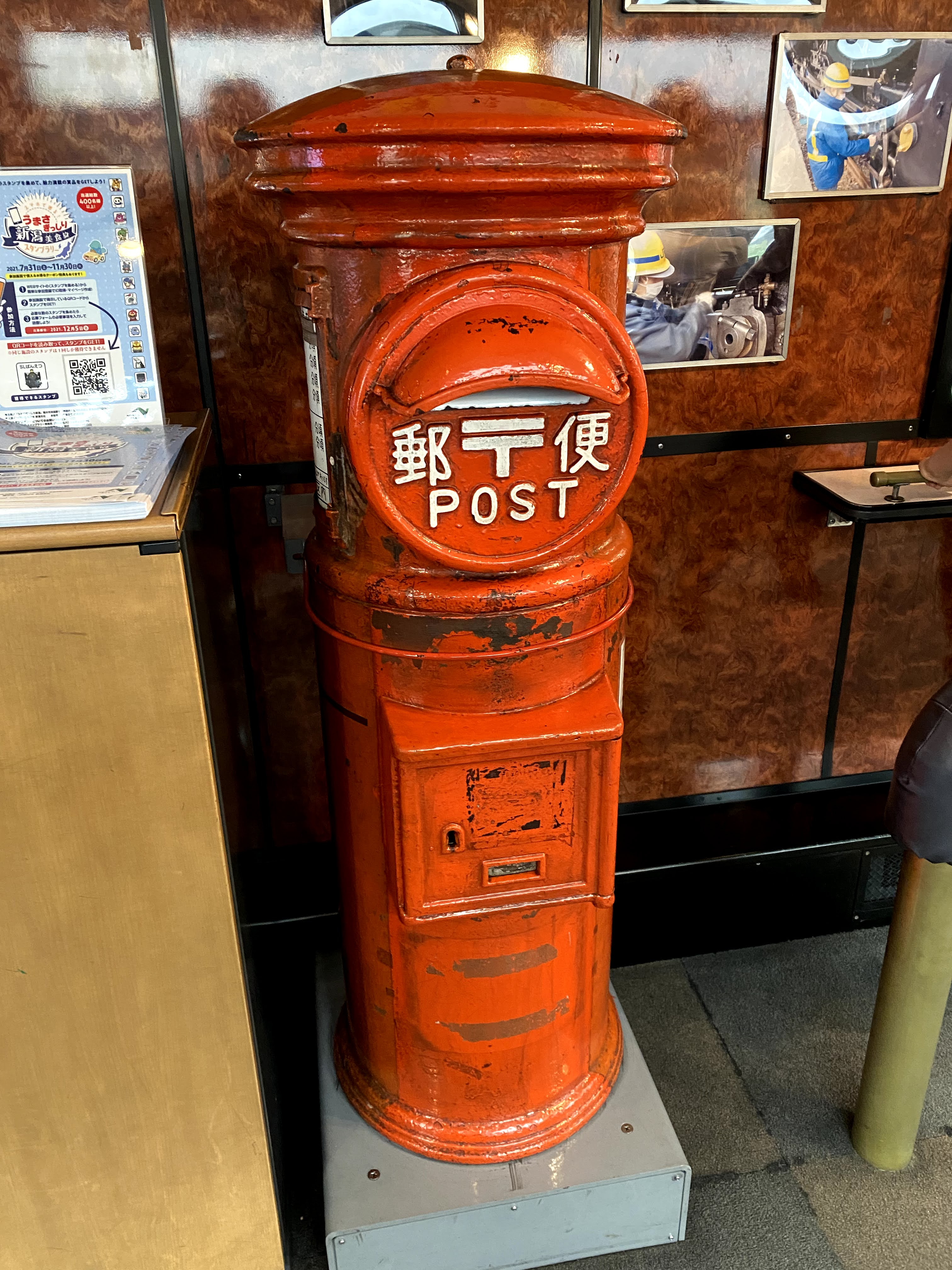
丸ポスト。実際に郵便物を投函すると記念の消印が押される

普通座席車（オハ12 313・314・315）
2 - 3・6号車に連結されている普通座席車。運行開始当初の車内の仕様は、オリジナルでは縦長で左右に複数搭載されていた蛍光灯を、2000年（平成12年）より円の物デザインをした暖色蛍光灯を車内中央に、等間隔で設置された。冷房吹き出し口に隣接する形で複数設置・パイプ状だった荷物棚が、透明素材を利用した棚板に交換された。車内の壁紙も交換され、さらに座席は座席横に付いていた取っ手を撤去され、シートの色が青から赤に変更された。ただし、2005年（平成17年）の全般検査施工時に縦縞模様に変更された。
2007年（平成19年）の第一次リニューアル改造時に座席の背ずりを約30 cm高くし、クッションにも厚みを持たせ、従来のボックスシートに比べて居住性を改善したほか、表皮を縦縞模様から赤に変更し、大正ロマン風のレトロな見栄えとした

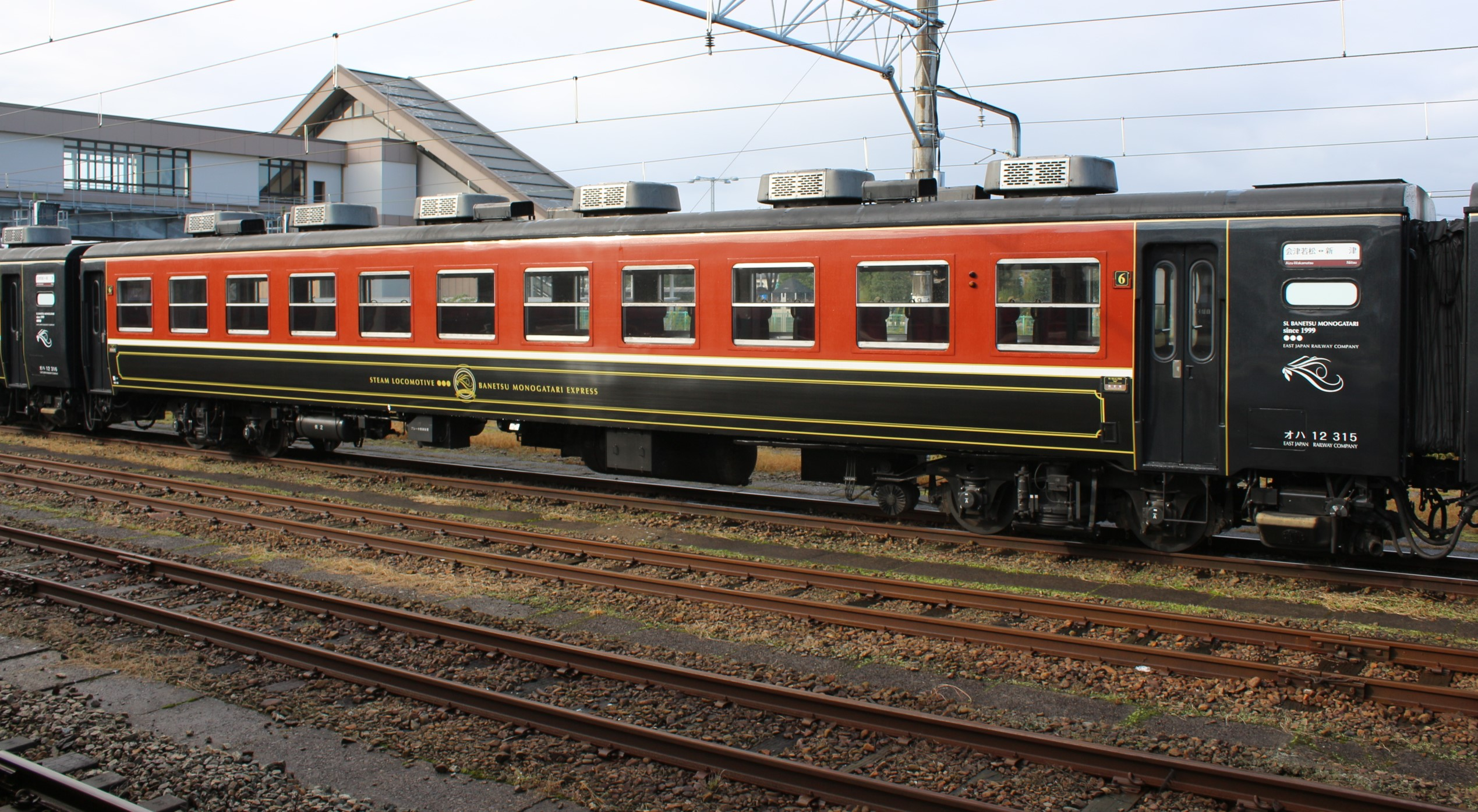
オハ12 315
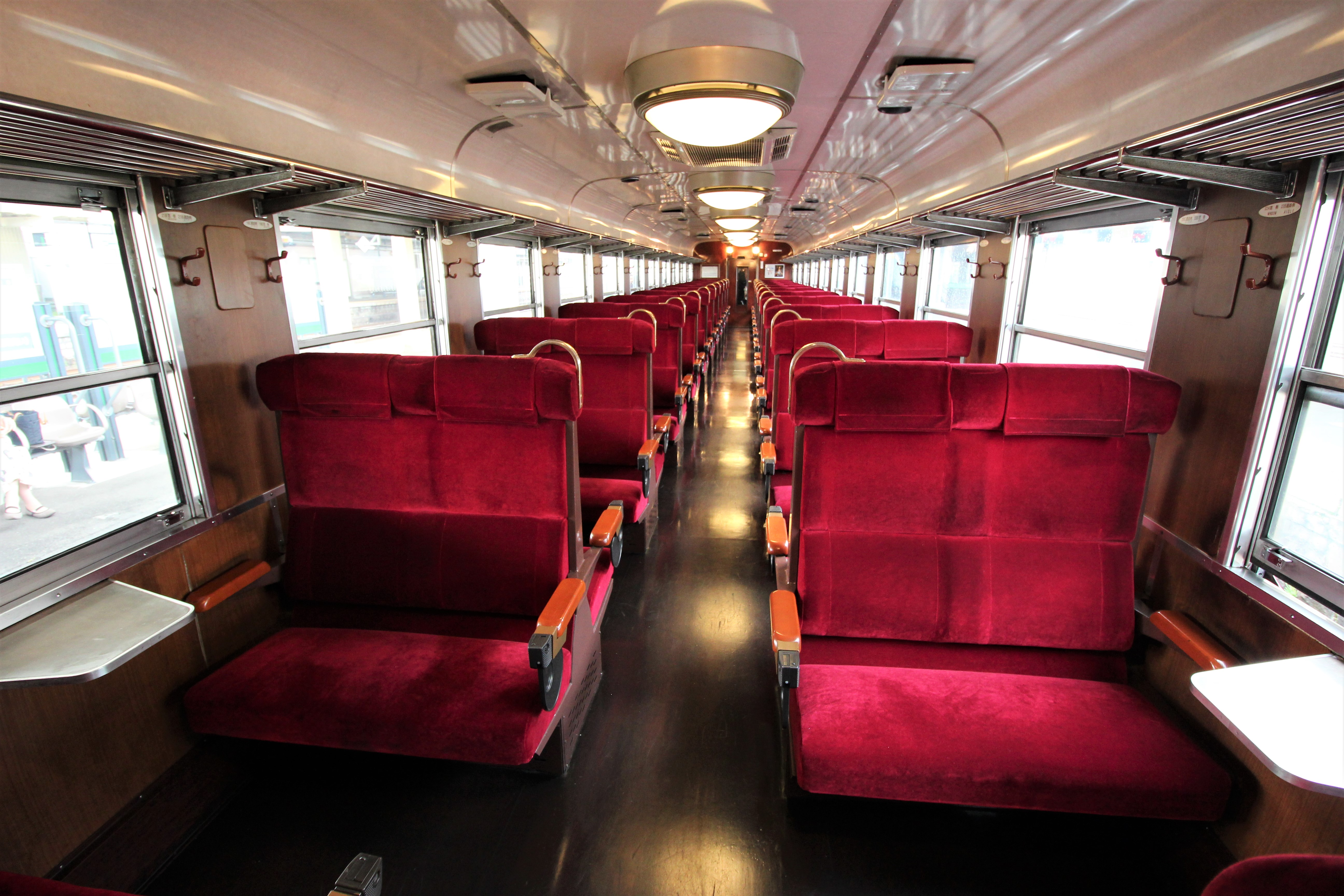
車内

フリースペース&展望車（オハ12 1701）
2000年（平成12年）12月から4号車として連結されている側面展望車で、スハフ12 160から改造された。
この車両は後述するスロフ12と違って車体鋼体のみを新潟鉄工所(現 新潟トランシス)にて新製し、内装工事は酒田リニューアルセンターで実施された。
この改造でロゴマークがある側に大展望窓3つ分の展望室、ロゴマークなし側には通常窓3つ分（ガラスは両者とも固定）のフリースペースと車販コーナーが設けられていたが、後の改造で車販コーナーを5号車に移転し、フリースペースを拡大した。
なお、初代カラー（クリームと茶色）と2代目カラー（クリームと青色）では、ロゴマークなし側の側面窓上を黒く塗装し、ロゴマークがある側に大展望窓との段差をなくしていた。2014年（平成26年）から採用された3代目カラー（展望グリーン車のカラー）からは、この黒色部分が省略されて、大窓と通常窓との段差が見えるようになった。
- オハ12 1701
- 展望室
- フリースペース
- 丸ポスト。実際に郵便物を投函すると記念の消印が押される

車内販売スペース&普通座席車（オハ12 316）
5号車に連結されている車両で、運行開始当初は2 - 3・6号車と同じ座席車。2007年（平成19年）のリニューアルの際、普通座席+車内販売スペース車となり、2012年（平成24年）から普通座席部分「オコジョルーム」化されていた。2014年（平成26年）に前述の改造工事で、オコジョルーム部分が通常の普通座席に戻されている。
- オハ12 316
- 車内販売スペース

グリーン座席車（スロフ12 102）
新津方の緩急車。登場時は塗装変更と小窓化改造のみで形式もスハフ12 102であったが、2013年（平成25年）に車体が新潟トランシスで新製され、全国の定期SL列車では初めて展望室付きグリーン車に改造された。
これは、乗客に気品溢れる空間と快適な移住性を感じてもらうことを目的にしており、側面の窓は開閉ができないタイプに交換されて座席は回転式リクライニングシートを採用し、シートピッチは在来線特急グリーン席並み、配列は1列につき、下り新潟行き列車の場合、進行方向左側1席・右側2席となっている（席番号も左側より開始され、1席側がA、2席側がB・Cとなる）。また、同時にパノラマ展望室が追加され、下り列車では沿線の流れる景色を、上り列車ではSLの迫力ある走行シーンをそれぞれ堪能することができる。なお、パノラマ展望室はグリーン指定券を所有している乗客のみ入ることができる。この一連の改造により形式もスロフ12 102となり、車体色も固有のものに塗装変更された。
- スロフ12 102
- グリーン車内

## 会津若松以南への運行
1990年（平成2年）から、D51 498による「SL磐梯会津路号」が毎年2月に会津若松駅 - 郡山駅間で設定されていた。2006年（平成18年）まで（2001年を除く）運行され、「冬のD51」として親しまれた。
それ以降は本列車の車両で、設定期間に月に1回程度同区間にSL列車が運行されることがあった。列車愛称は、下り郡山発会津若松・七日町行き列車が快速「SL郡山会津路号」、上り会津若松発郡山行き列車が快速「SL磐梯会津路号」であった。これらの運行日には、「SLばんえつ物語（号）」は片道のみの運行とされた。
2011年（平成23年）の運行を最後に、2012年（平成24年）以降は設定されておらず、全く運行されていない。
停車駅
会津若松駅 - 広田駅 - 磐梯町駅 - 猪苗代駅 - 磐梯熱海駅 - 郡山駅
- 2007年（平成19年）まで、「SL郡山会津路号」は只見線の七日町駅まで乗り入れることがあった。

## 沿革
- 1996年（平成8年）から1998年（平成10年）まで、津川 - 新津間にてD51 498牽引による、「SLえちご阿賀野号」が運行された[10]。

### 1999年・2000年代
- 1999年（平成11年）
  - 4月29日 - C57 180と12系客車6両の専用編成で、「SLばんえつ物語号」が運行を開始[11]。当初の英語表記は「BANETSUMONOGATARI」
- 2000年（平成12年）
  - 同年のみ、3月上旬に運行開始。また、客車の室内灯がリニューアルされ、白熱灯風の明かりに客室通路にカンテラ風白熱灯が設置された。
  - 3月14日 - 初めて新潟発で運転。
  - D51 498と対面。会津若松駅にて同時発車・並走運転（7月8日）、津川駅にてD51 498による「SLえちご阿賀野号」と交換（8月1日）。
  - 10月14日 - 「鉄道の日」記念で新潟発着で運転。
  - 10月30日 - 団体列車運用として、往路の新津 → 会津若松間にて14系改造「浪漫」を、復路の会津若松 → 新津間にて12系改造「オリエントサルーン」をそれぞれ牽引。
  - 12月のクリスマス運転からは、専用編成に展望車（オハ12 1701：旧車号スハフ12 160）を増結して7両編成化。
- 2001年（平成13年）
  - 1月1日 - 津川 - 新津間にて「SLカウントダウン21世紀号」として運行（途中停車駅なしのノンストップ運転）。ただし、オハ12（1701を除く普通車）1両は欠車[12]。
  - 1月に客車がC58 363+EF58 61牽引の高崎線・上越線上野 - 水上間「ELSLみなかみ物語号」として初の出張運転。以後、2002年（平成14年）から2004年（平成16年）までの間と、2007年（平成19年）にD51 498牽引で同区間・同列車名で出張運行（ただし2007年は「SLみなかみ物語号」として高崎 - 水上間を走行）。2001年（平成13年）時はオハ12 1701を除く6両で運行、以後2007年（平成19年）までの運行時は7両で運行されている。
  - 3月に品川駅にて展示会実施。
  - 10・11月の一部運行日は、「新潟デスティネーションキャンペーン」企画として新潟発着での運行[13]。
- 2002年（平成14年）
  - 新幹線との接続を考慮して、この年より新潟発着での通常運転となる[13]。
  - 3月2・3日 - 「村上町屋の人形様巡り」のオープニング列車である、D51 498牽引の「SL村上ひな街道号」として白新線・羽越本線新潟 - 村上間で運行（好評のため以後、2018年（平成30年）まで毎年運行）。支社管内他路線のイベント運行は同列車が初めての試み。
  - 7月6・7日 - 再び品川駅にて展示会実施。
  - 9月29日 - 「にいつ鉄道まつり」に合わせて33年ぶりに信越本線新津 - 長岡間で「SLえちご街道号」を運行。
- 2003年（平成15年）
  - この年より、ヘッドマークが月変わりのデザインとなる。
  - 7月6日 - 「村上大祭」の開催に合わせて「SL村上大祭号」を運行（運行内容は「SL村上ひな街道号」に準じる）。C57 180復活後初めての白新線・羽越本線乗り入れ。
  - 10月13日 - 鉄道の日記念イベントで34年ぶりに信越本線長岡 - 直江津間で「SLえちご日本海号」を運行。
  - 12月のクリスマス運転はC57 180ボイラー故障によりD51 498が代走。
- 2004年（平成16年）
  - 7月6日 - 「SL村上大祭号」を団体専用列車として運行。
  - 9月25・26日 - 「おいしい山形デスティネーションキャンペーン」の一環として、32年ぶりに羽越本線村上 - 酒田間にて「SL出羽街道号」を運行。
  - 10月23日発生の新潟県中越地震による磐越西線経由救済臨時列車を、ディーゼル機関車牽引で平日運転される（10月下旬 - 11月上旬）。
- 2005年（平成17年）
  - 1月2 - 4日 - 「EL&SL重連奥利根号」「重連SL奥利根号」として、C57 180が上越線高崎 - 水上間をD51 498との重連牽引にて運転（本来は2004年に実施予定だったが、上述の故障の影響で1年延期された）。
  - 3月の「SL村上ひな街道号」ではC57 180が同列車初牽引。
  - 10月10日 - 新潟県中越地震復興1周年を記念して、再び信越本線長岡 - 直江津間で「SLえちご日本海号」を運行。
  - 12月のクリスマス運転は想定外の豪雪により、23日上りのみ喜多方駅で打ち切りとなった（24日は新津への返却回送運転）。
- 2006年（平成18年）
  - 10月14・15日 - 信越本線の関山 - 直江津間の開業120周年を記念して、信越本線長岡 - 新井間で「SL信越本線120周年号」を運行。なお、新井 - 直江津間のSL走行は40年ぶり。
  - 10月28日 - C57 180の全検入場のためDD51 895・DD53 2・D51 498が代走。また、その影響でこの年のクリスマス運転は行われなかった。
- 2007年（平成19年）
  - C57 180の全般検査とともに、12系客車と乗務員（車掌）制服をリニューアル（※車体カラーが当時の茶から、オリエント急行をイメージした濃い青に塗装変更）。4月28日より定期運転を開始。
  - 10月13日から3週間限定でC57 180のデフレクターを「門鉄デフ」に変更。
  - 10月20・21日 - 信越本線長岡 - 直江津・新井間で「SLえちご日本海号」を運行。
- 2008年（平成20年）
  - 4月5日 - 定期運転を開始。
  - 4月5日から5月11日まで、および11月1日から12月23日まではデフレクターを「門鉄デフ」に変更して運行。そのうち、4月5日から4月29日まではヘッドマークを装着せずに、また11月8日から30日までは、往年のC57 11に装飾された「波とかもめ」のデザインをデフレクターに施して運行された。
- 2009年（平成21年）
  - 2月13 - 15日 - 「おいでよ房総 春!さきどり」のキャンペーンの一環として、京葉線千葉みなと駅⇔内房線木更津駅間で快速「SL春さきどり号」がD51 498ボイラー破損に伴う運行不能状態のためC57 180で運行される。
  - 4月4日 - 定期運転を開始。同年4月29日に運行開始10周年を迎える。
  - 10月3・4日 - 「新潟デスティネーションキャンペーン」開催に伴い、羽越本線村上 - 酒田間で「SLうまさぎっしり庄内号」を運行。
  - 10月10日 - 「にいつ鉄道まつり」に合わせて会津若松 → 新津間でのSLばんえつ物語臨時運転「SLにいつ鉄道まつり号」として運行。同時に定期運行終了までの期間、門鉄デフに変更した。
  - 11月14・15日 - 信越本線長岡 - 直江津・新井間で「SL信越線秋の収穫祭号」を運行。

### 2010年代
- 2010年（平成22年）
  - 4月3日 - 定期運転を開始。同年7月31日に定期運転開始900日を迎える。
  - 9月25・26日 - 「SL村上屏風まつり号」を初運行（運行内容は「SL村上ひな街道号」に準じる）。
  - 10月2・3日 - 「SLうまさぎっしり庄内号」を再び運行。
  - 新津 - 馬下間が開業から100年を迎えるにあたり、前年の「SLにいつ鉄道まつり号」の時刻を改め、馬下駅での客扱いも行った「SL新津馬下100年号」が会津若松→新津間で運行。この際、特製のヘッドマークも取り付けられた（「SLにいつ鉄道まつり号」はヘッドマークの取り付けなし）。
  - 10月23・24日 - 信越本線長岡 - 高田・新井間で「SL越後謙信SAKE祭号」を運行した。
  - 12月25日 - 「SL X'masトレイン」は、会津地方を襲った記録的な豪雪[14] の影響により、会津若松行きは約4時間遅れの到着、折り返しの新潟行きは運休となった[15]。車両は4日後の12月29日にC57 180の自力走行にて新津運輸区へ返却回送された。
- 2011年（平成23年）
  - 2月11日から13日まで、DE10形牽引による臨時快速「おいでよ房総物語」を内房線千葉 - 館山間で運行。
  - C57 180の中間検査Bのため、4月2日から5月末にかけて、DD51・D51 498牽引による「DLばんえつ物語」「D51ばんえつ物語」として運行予定だったが、東北地方太平洋沖地震（東日本大震災）・福島第一原発事故およびこれに伴うJR貨物の根岸線根岸発郡山行き燃料緊急輸送列車運行により、4月分の全便（4月2日から10日までの「DL」4往復と4月16日から24日までの「D51」4往復）および3月19・20日の「DL村上ひな街道」を運休。「D51」は4月29日に運行開始（運行期間中、D51には東北新幹線復旧推進キャンペーン「つなげよう、日本。」のロゴを貼付）。
  - 6月よりC57 180牽引による定期運転を開始したが、事前の試運転で不具合が生じ、その後の確認試運転で新津 → 長岡間を6月1日の朝に走行しており、上述の「SLえちご街道号」以来9年ぶりの同区間走行となった（長岡 → 新津間への回送はEF81 151牽引で実施）。
  - 6月18・19日 - 「SLうまさぎっしり庄内号」を運行。
  - 7月2・3日 - 群馬デスティネーションキャンペーンのオープニングを飾るため、C57 180・「ばんえつ物語」客車共々、上越線高崎 - 水上間にてC61 20（7月2日「SLググっとぐんまみなかみ号」）やD51 498（7月3日「SL重連みなかみ物語号」）と重連運転を行った。
    - 7月29・30日 - 新潟福島豪雨の影響により、7月30日から9月25日までの期間、新潟 - 会津若松間の全区間で運休となった。当該期間中の「SL磐梯会津路号」「SL郡山会津路号」も運休。
    - その代替として、8月13・14・20・21・27・28日に新潟 - 馬下間で「SL夏休み体験号」を運行（全車自由席。復路はDE10形牽引、新津止まり）。
    - SL夏休み体験号が好評だったため、9月3・4・10・11日にも「SL初秋体験号」と名前を変えて新潟 - 馬下間で運行（全車自由席。復路はDE10形牽引、新津止まり）。
    - 9月17・18日には前年に運行された「SL村上屏風まつり号」を一部指定席設置で臨時運転。この運行より以降の臨時列車は、デフレクターを「門鉄デフ」に変更して運行している。また本来は両日とも「SLばんえつ物語」として運行予定だった。
    - 9月24・25日には新潟 - 新発田 - 新津間を「SLご当地グルメ号」を臨時運転（全車自由席。新発田 - 新津間はDE10形が牽引）。本来は両日とも「SLばんえつ物語」として運行予定だった。

  - 10月1・2日 - 信越本線長岡 - 直江津・新井間で「SL信越線開業125周年」号を運行。
  - 10月8日 - 「新津車両製作所公開」および「にいつ鉄道まつり」開催に合わせて、10月8・9日に新潟 - 馬下間で「SL秋風体験号」を運行（全車自由席。復路はDE10形牽引、新津止まり）。
  - 10月14日の磐越西線全線運行再開を受け、10月15・16日に新潟 - 会津若松間で「SL鉄道の日記念号」を運行（全車自由席）。デフレクターを「標準デフ」に戻している。15日の上り列車では、山都駅にて炭水車に不具合が発生し、約1時間半の遅延が出ている。
  - 10月22日 - 「SLばんえつ物語」の定期運転を再開。
  - 12月10日・11日・17日 - 前年の惨事を鑑みて、この年からの「SL X'masトレイン」は運行時期を1・2週間前倒しの措置をとって運行。
- 2012年（平成24年）
  - 3月3日 - EF60 19とEF64 1031のプッシュプル牽引による団体急行「いず物語」を東海道本線東京 - 熱海間で運行。通過駅となる品川駅では2002年以来の出現となる。
  - 4月1日 - 定期運転を開始。2011年の「SL X'masトレイン」車内にて小学生未満の子供を対象としたヘッドマークコンテストが開催され、この年の月替わりヘッドマークデザインは公募式となった。また、5号車がイベントカー扱いに変更され、「オコジョルーム」が初めて誕生、さらに売店の一部を「SL茶屋」として開設した。
  - 6月23・24日 - 「SLうまさぎっしり庄内号」を運行。
  - 8月12日 - 定期運転通算1000日を迎えたが、2010年の900日と異なりヘッドマークは一般公募式のため、当選者への配慮の関係でヘッドマークなどの装飾変更は行われなかった。
  - 12系客車全般検査のため、11月17日から25日まで、中間車3両を省いた4両編成で運行。また「SL X'masトレイン」は同理由のため運行せず（代替として12月15・16日に盛岡支社のキハ58形・28形「Kenji」にて臨時快速「クリスマストレイン」を運行）。
  - 同年から、「SL磐梯会津路号」「SL郡山会津路号」は運行されなくなった。
- 2013年（平成25年）
  - 4月6日 - 定期運転を開始。12系客車の全般検査を機に7号車を改造したグリーン車初登場。5号車の「オコジョルーム」も継続。
  - 4月29日 - C57 180の蒸気漏れによる故障のため、DE10 1700による代走牽引となる。
  - 6月29・30日 - 「SLうまさぎっしり庄内号」を運行。
  - 8月18日 - 上り列車牽引中五泉駅にてC57 180の逆止弁破損による蒸気漏れのため運転打ち切りとなり、同駅より緊急手配したDE10 1680による代走牽引となる。C57 180はDE10 1700によって救援され新津運輸区へ戻る。
  - 10月5・6日 - 「SLなおえつ鉄道まつり号」を運行。
  - 10月13日 - 下り列車運行中、C57 180の排気不良が発生し始める。同日夜に新津運輸区にて点検と修理を行い、翌14日に運行を続行したが、異常な排気音が終始見受けられ、野沢駅などでの臨時点検作業で会津若松駅を20分遅れで到着。原因はシリンダーの不具合と判明し、下り列車は運休となりDE10 1124の代走牽引を実施。後日、C57 180はDE10 1700牽引の無火状態で新津運輸区へ回送された。
  - 10月19日から27日まで、DE10形牽引の臨時快速列車を運行。グリーン車を除き、指定席券を所持していなくても乗車が出来る自由席扱いを実施（発売済み指定席券所有者は当該座席への優先着席権が与えられ、かつ下車後に全額払戻しを受けられた）。
  - 11月2日 - C57 180が運用復帰。復帰記念を兼ねて門鉄デフを装備し、正調ヘッドマーク掲出（2004年11月以来9年ぶり）。
  - 11月23日 - スハフ12 101が改造工事実施のため運用離脱。代用車として高崎車両センター所属のSL伴走車・オヤ12 1を連結。翌24日とクリスマストレインも同様に連結。
  - 12月14日 - 列車名をカタカナ表記に改めた「SLクリスマストレイン」を運行。しかし、大雪により沿線各所にて倒木が発生。上り列車は野沢駅で運転打ち切り、代行バスによる乗客輸送。下り列車は運休。翌15日の深夜に新津から救援に駆けつけたDE10 1680+DE10 1700によって新津へ戻る。
  - 12月15日 - 前日の影響を考慮し、上り列車を津川駅までの運行に変更。津川→会津若松間および下り列車運休。津川駅からは前日救援で使用されたDE10 1680+1700による臨時快速列車として津川 → 新津間にて運行。
- 2014年（平成26年）
  - 4月5日 - 定期運転を開始。1号車を改造した「オコジョ展望車両」が誕生。塗装も各車両グリーン車と共通化。英語表記が「BANETSUMONOGATARI」から「BANETSUMONOGATARIEXPRESS」に昇格する。
  - 4月29日 - 定期運転開始15周年を達成。
  - 6月28・29日 - 「SL山形DC架け橋号」を運行。
  - 7月9日 - 大雨による磐越西線山都 - 喜多方間での路盤流失により、全区間で運休となる。同月12日から8月3日までの間、往路SL・復路DL牽引による臨時快速列車として、新潟 - 津川 - 新津間で運行。8月9日に通常運行再開。
  - 10月からのC57 180の全般検査入場に伴い、9月28日で本年の定期運行を終了。以降2014年はDE10 1680・1700牽引による列車が運行される。
    - 「DLばんえつ物語体験号」10月11 - 13日
DE10 1680とDE10 1700のプッシュプル形態による運転（グリーン車を除き全車自由席、下りは新潟 → 馬下間、上りは馬下 → 新津間で運行）[16]。
    - 「磐西全線開通100周年」11月1日
DE10 1700による運転
    - 「DLクリスマストレイン」12月6・7日
DE10 1700による運転。ただし12月6日往路会津若松行きのみ、大雪の影響で新津駅始発に変更。

  - またこれに伴い、客車は上記以外の10・11月の土休日には上越線にて「ELSLみなかみ物語」「SLググっとぐんまみなかみ」「SLみなかみ物語」「D51誕生記念号」としてC61 20およびD51 498による運行が行われた。
さらに、奥羽本線でED75 777による「レトロ大館号」が、また中央本線においても「My Premium 山梨号」および団体臨時「キッズばんえつ物語号」としてEF64 37とEF64 1001による牽引で運行されている。
- 2015年（平成27年）
  - 引き続きC57 180が全般検査入場中のため、下記の牽引機により運行された。
    - DE10 1680・1700
      - 「福島DCオープニング号」4月4・5日
      - 「DLばんえつ物語」6月6日 - 7月12日までの土休日。ただし6月28日を除く
      - 「福島DCファイナル号」6月28日

    - C61 20
      - 「C61ばんえつ物語」5月3日から31日までの土休日。ただし5月4日・10日を除く

  - また客車が前年同様、4月にC61 20およびD51 498による「SLみなかみ物語」が3日間運行、さらに4月12日にはC61 20による「SL碓氷物語」（往路はDD51 842牽引の「DL碓氷物語」）で初めて信越本線の高崎 - 横川間を走行した。
    - 「SLみなかみ物語」については定期運行再開後の11月14・15日にもD51 498牽引で再び運行されたが、この時2007年12月以来フル編成で使用している。

  - 7月18日 - C57 180牽引による通常運転再開。
  - 9月12日 - 「SL山形日和ファイナル号」を、翌13日に「SL笹川流れ秋風号」を運行。
  - 11月29日 - 年度最後の定期運行中に逆転機に不具合が発生し、復路の津川駅で運転打ち切りとなった。車両は深夜、新津から救援に駆けつけたDE10 1680+DE10 1700に牽引され回送列車として戻った。
  - 12月5・6日 - 「SLクリスマストレイン」を運行。2年前よりもさらに前倒しし、また暖冬の影響で沿線の積雪はなかったが、2011年以来4年ぶりにC57 180牽引としてのクリスマストレイン全日程往復完走を果たした。
  - その他特記事項として、当客車を高崎支社に貸し出した際に同支社の12系客車を借り入れた「DL青い12系客車号」を4月11・12・25・26日に、C57 180牽引による「SL青い12系客車号」が11月14・15日にそれぞれ特別運行されている。
- 2016年（平成28年）
  - 3月12・13日 - 東海道本線横浜 - 伊東線伊東間にて急行「伊豆・箱根ものがたり」を運行。EF64 1031による牽引。
  - 4月2日 - 定期運転を開始。
    - 4月2日は「福島県観光キャンペーン2016」開幕を記念した「SL福が満開スタート号」、6月26日は同じく閉幕を記念した「SL福が満開ファイナル」として運行。

  - 6月18日 - JR東日本仙台支社の国鉄色485系ラストランとして運行された「特急あいづ」と、会津若松駅にて同時発車・並走運転。2007年以来9年ぶりの実施。
  - 9月3日 - 乗車人数通算80万人突破を記念して、特製ヘッドマークを装着して運行。
  - 10・11月は、11月19・20日の「SL飯山線ロマン号」の運行に伴い、10月19日からの試運転の影響で当列車の運行が大幅に縮小された。その煽りを受け、再び客車が高崎支社に貸し出される運用が発生した。
    - 10月22日、11月19・20日 - 「SLみなかみ物語」（上越線高崎 - 水上間）
      - 10月22日はC61 20牽引の5両、11月19・20日はD51 498牽引の7両。

    - 10月23日 - 「DL碓氷物語」「SL碓氷物語」（信越本線高崎 - 横川間）
      - 往路の「DL碓氷物語」はDD51 842牽引、復路の「SL碓氷物語」はC61 20での牽引で5両。

    - またこれとは別に、6月11・12日にも「SLみなかみ物語」「DL・SL碓氷物語」として、いずれもC61 20牽引（「DL碓氷物語」はDD51 895牽引）の5両で運行されており、同日にはC57 180が高崎車の12系を牽引する「SL青い12系客車号」が再度運行されている。
    - なお、2016年は新潟支社管内でのイベント運行は実施されず、「SL村上ひな街道」を除くばんえつ物語関連以外のC57 180と同客車を用いたイベント列車が運行されなかったのは、2008年以来8年ぶりとなった。
- 2017年（平成29年）
  - 7月8日 - 「会津若松駅SLまつり」として、東武鉄道のSL「大樹」で使用するC11 207を会津若松駅に輸送し、本列車と駅構内で並べるイベントを開催。
  - 10月1日 - ふくしま秋期観光キャンペーン開幕を記念した「SL福が満開スタート号」として運行。
  - 10月28・29日 - 「SLハロウィントレイン」を運行。
- 2018年（平成30年）
  - 1月19日 - JR東日本が、新潟駅の在来線ホーム高架化に伴い同駅への乗り入れ終了を発表[17]。
  - 3月31日 - 「SLばんえつ物語」2018年度定期運行開始。運行区間が新津 - 会津若松間になるとともに、同列車運行日に信越本線新潟 - 新津間に臨時快速「SLリレー号」（途中駅無停車・往路のみ）をE129系電車によって運行[18]。
  - 6月30日 - 栃木デスティネーションキャンペーンのクロージングに伴い、快速「那須野物語」をEF64形とEF81形のプッシュプルで東北本線（宇都宮線）大宮 - 黒磯間で運行[19]。
  - 7月13日 - C57 180に不具合発生。調査・修繕に時間を要するため、次のような措置が取られる[20][21][22]。
    - 7月14日から8月12日までの運行日 - DE10形牽引による「臨時快速列車」として運行。普通車は自由席、グリーン車はグリーン券購入済み乗客のみ乗車可能。2013年同様、指定席券・グリーン券購入済み乗客には優先着席と指定席・グリーン席料金の返還を実施。
    - 8月18日から9月23日までの運行日 - DE10形牽引による「DLばんえつ物語」として運行。全車指定席。

  - 7月25日 - C57 180の修繕と定期検査に長期間を要するため、2018年度内の「SLばんえつ物語」の運行をすべて取りやめると発表[22]。
  - 以降、DE10 1680もしくは1700牽引により、下記の列車が運行された。
    - 「DLばんえつ物語」10月7・8日
    - 「紅葉ハロウィントレイン」10月27・28日
    - 「紅葉ばんえつ物語」11月3・4日
    - 「DLクリスマストレイン」12月8・9日
      - 「DLクリスマストレイン」では下り新津行きの津川 → 新津間にNGT48の加藤美南・佐藤杏樹（8日）、山口真帆・菅原りこ（9日）がゲスト乗車し車内イベントに出演。
- 2019年（平成31年・令和元年）
  - 先述の不具合修繕およびC57180の中間検査B入場に伴いDE10 1680もしくは1700牽引による下記の列車が運行される[23][24]。
    - 「DLばんえつ物語」平成31年4月27日から29日、令和元年5月3日から6日（12系客車全検に伴い3号車から7号車とオヤ12による運行）
    - 「DL青い12系客車」6月15・16・22・23日（高崎支社から12系客車4両を借りての運行）
    - 「DLばんえつ物語」7月13日から15日（12系客車全検に伴い3号車を抜いての運行）

  - 7月27日 -  C57 180の検査終了に伴う運用復帰により約1年ぶりに「SLばんえつ物語」として運行開始[25]。　
    - 復帰初日である7月27日は列車の運行開始20周年を祝う式典が新津駅で行われた。なお、7月設定の「DLばんえつ物語」に引き続き12系全検に伴い、8月18日までは3号車抜きでの運行だったが8月24日より7連での運行に戻っている。

  - 新潟・庄内デスティネーションキャンペーン開催に伴う臨時列車を運行。
    - 「SL日本海美食旅」11月2日往路・11月3日復路　羽越本線　村上 - 酒田間
    - 「EL上越線美食旅」11月4日　信越本線・上越線　新津 - 水上間　

  - 12月1日 - 2019年度の定期運行を終了。なお同年は本列車の20周年およびデスティネーションキャンペーンでの宣伝強化の観点から、「SLハロウィントレイン」「SLクリスマストレイン」は設定されず、「SLばんえつ物語」の列車名のままでハロウィンイベント（10月26・27日）・クリスマスイベント（11月30日、12月1日）を展開した。

### 2020年代
- 2020年（令和2年）
  - 4月8日 - 同月25日に運行開始予定であったが、新型コロナウイルスの感染拡大防止のため、同年5月31日まで運休[26]。
  - 5月13日 - 同年6月1日から30日までの運休延長を発表[27]。
  - 6月26日 - 7月末までの運休と同年8月1日より運転再開を発表。感染防止策のため、「オコジョルーム」の利用人数を制限する[28]。
  - 8月13日から16日までの運行日 - C57 180の車両不具合により、DE10形牽引による「臨時快速列車」を運行。普通車は自由席、グリーン車はグリーン券購入済み乗客のみ乗車可能。2019年同様、指定席券・グリーン券購入済み乗客には優先着席と指定席・グリーン席料金の返還を実施。大宮総合車両センターでの中間検査から1年での出来事だった。
- 2022年（令和4年）
  - 7月31日 - 同年8月4日の豪雨で山都 - 喜多方間に架かっていた濁川橋梁が落橋したことによって野沢 - 喜多方間が不通となったため、同日の運行をもって2022年度の定期運行を急遽終了。C57 180が全般検査に入る関係上、同年は9月25日まで運行する予定だった。
- 2023年（令和5年）
  - 7月29日 - 2023年度の定期運行を開始するとともに、約1年ぶりに運転を再開[29][30]。
    - 2022年8月4日の豪雨で濁川橋梁が落橋したことに伴って野沢 - 喜多方間が不通となったこと、およびC57 180が全般検査に入る関係で夏までの運行計画が一旦白紙となっていた。
- 2024年（令和6年）
  -     - 4月29日：運行開始25周年。

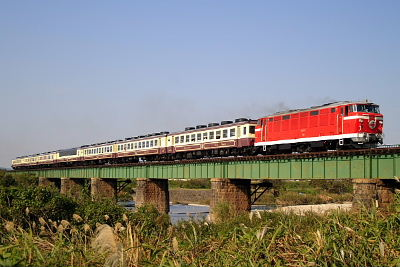
DD53形の牽引による「ばんえつ物語号」（2006年11月 磐越西線 五泉 - 猿和田間）
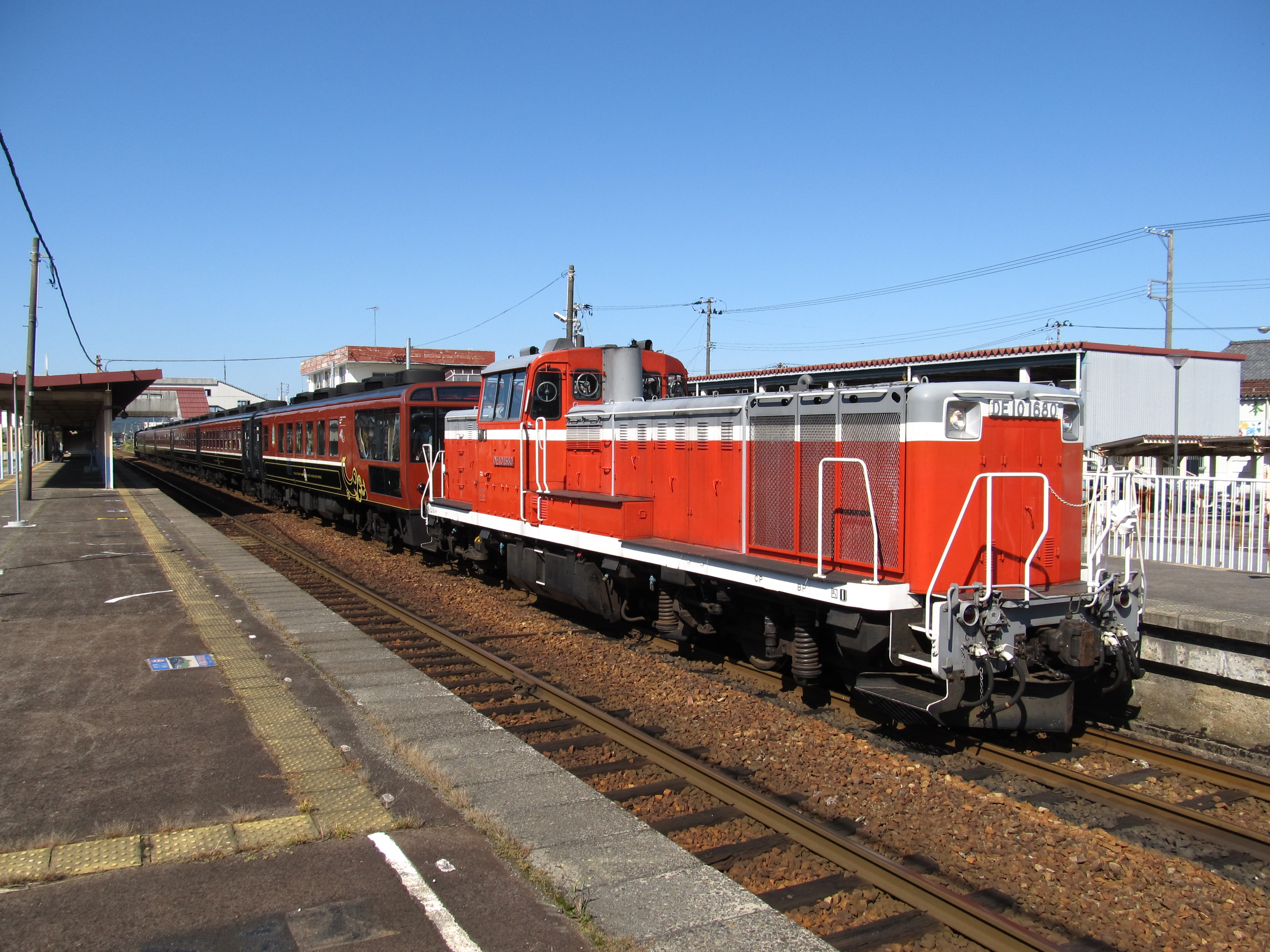
DE10形の牽引による「DLばんえつ物語体験号」（2014年10月 五泉駅）

## その他
- 光村図書出版の中学校2年向け国語教科書（2002年度 - 2005年度使用）に収録の『物語が走る』（奥脇抄著）に、本列車が登場した。
- 2004年（平成16年）7月12日にフジテレビ721で放送された『みんなの鉄道』で、本列車（当時は｢SLばんえつ物語号｣）の走行シーンが放送された。